# J-Homomorphismus
Der J-Homomorphismus ist im mathematischen Teilgebiet der Algebraischen Topologie ein spezieller Gruppenhomomorphismus von der Homotopiegruppe einer (speziellen) orthogonalen Gruppe oder einer (speziellen) unitären Gruppe in die Homotopiegruppe einer Sphäre. Die Definition benutzt die Hopf-Konstruktion und stammt von George W. Whitehead (nicht zu verwechseln mit John H. C. Whitehead) aus dem Jahr 1942 durch eine Erweiterung einer Definition von Heinz Hopf aus dem Jahr 1935.

## Definition

### Erste Definition
Eine orthogonale Matrix {\displaystyle O\in \operatorname {O} (k)} definiert eine stetige Abbildung {\displaystyle O\colon \mathbb {R} ^{k}\rightarrow \mathbb {R} ^{k}}, die sich aufgrund der Orthogonalität der Matrix auf eine wohldefinierte stetige Abbildung {\displaystyle O\colon S^{k-1}\rightarrow S^{k-1}} einschränkt. Eine Homotopieklasse in {\displaystyle \pi _{n}(\operatorname {O} (k))}, also die einer stetigen Abbildung {\displaystyle S^{n}\rightarrow \operatorname {O} (k)}, repräsentiert daher die Homotopieklasse einer stetigen Abbildung {\displaystyle S^{n}\times S^{k-1}\rightarrow S^{k-1}}. Ihre Hopf-Konstruktion ist die Homotopieklasse einer stetigen Abbildung {\displaystyle S^{n}*S^{k-1}\rightarrow \Sigma S^{k-1}}, also {\displaystyle S^{n+k}\rightarrow S^{k}} unter Verwendung der Lemmata, dass Verbund und Einhängung von Sphären jeweils wieder Sphären ergeben, und daher in {\displaystyle \pi _{n+k}(S^{k})}. Insgesamt ergibt das eine Abbildung:
{\displaystyle J_{n,k}\colon \pi _{n}(\operatorname {O} (k))\rightarrow \pi _{n+k}(S^{k}),}
von der sich zeigen lässt, dass sie ein Gruppenhomomorphismus ist.

### Zweite Definition
Die Einpunkt-Kompaktifizierung des euklidischen Raumes {\displaystyle \mathbb {R} ^{m}} ist die Sphäre {\displaystyle S^{m}} und es gibt eine injektive Einbettung {\displaystyle \mathbb {R} ^{m}\rightarrow S^{m}}. Für eine stetige Abbildung {\displaystyle f\colon S^{n}\rightarrow \operatorname {O} (k)} gibt es dadurch eine Abbildung:
{\displaystyle \mathbb {R} ^{n+k}\rightarrow S^{n}\times \mathbb {R} ^{k}\xrightarrow {(x,y)\mapsto f(x)(y)} \mathbb {R} ^{k},}
deren Einpunkt-Kompaktifizierung eine Abbildung {\displaystyle S^{n+k}\rightarrow S^{k}} ist. Die Einschränkung auf Homotopieklassen ist wohldefiniert.

## Verallgemeinerungen
In der gerade beschriebenen Konstruktion kann der J-Homomorphismus ebenso für spezielle orthogonale Matrizen betrachtet werden, was einen Gruppenhomomorphismus {\displaystyle J_{n,k}^{\operatorname {SO} }\colon \pi _{n}(\operatorname {SO} (k))\rightarrow \pi _{n+k}(S^{k})} ergibt. Für (spezielle) unitäre Matrizen ist jedoch eine Änderung notwendig: Eine unitäre Matrix {\displaystyle U\in \operatorname {U} (k)} (oder eine spezielle unitäre Matrix {\displaystyle U\in \operatorname {SU} (k)}) definiert eine stetige Abbildung {\displaystyle U\colon \mathbb {C} ^{k}\rightarrow \mathbb {C} ^{k}}, also eine stetige Abbildung {\displaystyle U\colon \mathbb {R} ^{2k}\rightarrow \mathbb {R} ^{2k}}über die Korrespondenz {\displaystyle \mathbb {C} \cong \mathbb {R} ^{2}}, die sich aufgrund der Unitarität der Matrix auf eine wohldefinierte Abbildung {\displaystyle U\colon S^{2k-1}\rightarrow S^{2k-1}} einschränkt. Die weitere Konstruktion völlig analog ergibt J-Homomorphismen:
{\displaystyle J_{n,k}^{\operatorname {U} }\colon \pi _{n}(\operatorname {U} (2k))\rightarrow \pi _{n+2k}(S^{2k})}
{\displaystyle J_{n,k}^{\operatorname {SU} }\colon \pi _{n}(\operatorname {SU} (2k))\rightarrow \pi _{n+2k}(S^{2k}).}

## Verwendung in stabiler Homotopietheorie
Von allen vier J-Homomorphismen lässt sich der Kolimes bilden, folgend nur für den der orthogonalen und unitären Gruppe beschrieben. Es gibt kanonische Inklusionen {\displaystyle \operatorname {O} (k)\hookrightarrow \operatorname {O} (k+1)} und {\displaystyle \operatorname {U} (k)\hookrightarrow \operatorname {U} (k+1)} durch Erweiterung der Matrix durch eine zusätzliche Zeile und Spalte mit nur Nulleinträgen bis auf einen Einseintrag auf dem zusätzlichen Diagonaleintrag, die durch Nachkomposition (welche Homotopien erhält) jeweils eine kanonische Inklusion {\displaystyle \pi _{n}(\operatorname {O} (k))\hookrightarrow \pi _{n}(\operatorname {O} (k+1))} und {\displaystyle \pi _{n}(\operatorname {U} (k))\hookrightarrow \pi _{n}(\operatorname {U} (k+1))} induziert. Durch einfache (bei den beiden orthogonalen Gruppen) oder doppelte (bei den beiden unitären Gruppen) Anwendung der Einhängung (welche Homotopien sowie Sphären erhält), gibt es kanonische Abbildungen {\displaystyle \pi _{n+k}(S^{k})\rightarrow \pi _{n+k+1}(S^{k+1})} und {\displaystyle \pi _{n+2(k+1)}(S^{2k})\rightarrow \pi _{n+2(k+1)}(S^{2(k+1)})}. In beiden Fällen wird {\displaystyle k} in den Gruppen auf {\displaystyle k+1} verschoben, wobei sich mit den J-Homomorphismen {\displaystyle J_{n,k}^{\operatorname {O} }} und {\displaystyle J_{n,k+1}^{\operatorname {O} }} oder {\displaystyle J_{n,k}^{\operatorname {U} }} und {\displaystyle J_{n,k+1}^{\operatorname {U} }} eine kommutative Relation ergibt. Diese gestattet die Bildung des Kolimes über {\displaystyle k} und es ergeben sich die vier J-Homomorphismen:
{\displaystyle J_{n}^{\operatorname {O} }\colon \pi _{n}(\operatorname {O} (\infty ))\rightarrow \pi _{n}^{\mathrm {stab} }}
{\displaystyle J_{n}^{\operatorname {SO} }\colon \pi _{n}(\operatorname {SO} (\infty ))\rightarrow \pi _{n}^{\mathrm {stab} }}
{\displaystyle J_{n}^{\operatorname {U} }\colon \pi _{n}(\operatorname {U} (\infty ))\rightarrow \pi _{n}^{\mathrm {stab} }}
{\displaystyle J_{n}^{\operatorname {SU} }\colon \pi _{n}(\operatorname {SU} (\infty ))\rightarrow \pi _{n}^{\mathrm {stab} }}

## Verbindung zur Kobordismus- und Chirurgietheorie
Die stabilen Homotopiegruppen {\displaystyle \pi _{n}^{\mathrm {stab} }} der Sphären sind durch die Pontrjagin-Thom-Konstruktion isomorph zum gerahmten Kobordismusring {\displaystyle \Omega _{n}^{\operatorname {SO} }}. Dadurch ist das Bild des J-Homomorphismus von Interesse für die Kobordismustheorie.